# Hypercompe thiemei
Hypercompe thiemei är en fjärilsart som beskrevs av Charles Oberthür 1881. Hypercompe thiemei ingår i släktet Hypercompe och familjen björnspinnare. Inga underarter finns listade i Catalogue of Life.